# Robert Vašíček
Robert Vašíček (* 3. září 1979) je český politik a publicista, v letech 2018 až 2022 zastupitel městské části Praha 11.

## Život
Narodil se v září 1979. Má bakalářský titul. Je zakladatelem internetového časopisu Politikon. Působil také jako zástupce šéfredaktora webu AutoRevue.cz. Později si založil vlastní agenturu osobního rozvoje a vlastní komunikační agenturu.
Má přítelkyni, s níž je otcem dvou dětí (dvojčat).

### Politické působení
V minulosti byl členem ČSSD.
V březnu 2018 se stal členem hnutí SPD, za které v komunálních volbách v roce 2018 úspěšně kandidoval do zastupitelstva městské části Praha 11, když kandidátka SPD získala v této městské části 5,05 % hlasů, tj. 2 mandáty v zastupitelstvu. Podle webu Manipulátoři.cz se na jeho kampani podíleli mj. lidé ze sekty zvané Mariánské společenství, kterou Vašíček tou dobou finančně podporoval. V den voleb rozvážel členům volebních komisí koláčky a pivo.
V evropských volbách v roce 2019 kandidoval jako člen hnutí SPD na 7. místě jeho kandidátní listiny, ale nebyl zvolen. Stal se nicméně šestým náhradníkem. V rámci kampaně do těchto voleb vynikl pro svůj styl kampaně, který média hodnotila jako bizarní. V létě 2019 volali někteří členové SPD po Vašíčkově odvolání ze všech funkcí ve straně poté, co měl chválit muslimy, jíst kebab a uvést, že navštěvuje mešity, ve kterých se věnuje čtení koránu.
V prosinci 2019 se účastnil demonstrací proti výstavbě pomníku Vlasovcům v městské části Praha-Řeporyje. V dubnu 2020 se objevil ve vysílání ruské televize Rossija 1, když kritizoval odstranění sochy Maršála Koněva, ke kterému došlo na Praze 6. Ruská televize jej přitom lživě označila za starostu Prahy 11. V květnu 2020 se dostal do zájmů médií poté, co během pandemie covidu-19 v měsíčníku radničních novin doporučil občanům, aby se proti koronaviru chránili pitím mátového čaje, který obsahuje mentol, který podle Vašíčka zabraňuje napadení plic koronaviry.
V březnu 2021 byl z hnutí SPD vyloučen. Do svého vyloučení působil jako místopředseda pražské organizace SPD. Po svém vyloučení začal hnutí SPD velmi tvrdě kritizovat. Volal po vyloučení předsedy Tomia Okamury a vůbec celého vedení z hnutí. V březnu 2022 se jej nejprve neúspěšně ze všech orgánů v zastupitelstvu pokusili odvolat zastupitelé Prahy 11, nakonec se jej však odvolat podařilo v květnu 2022.
V komunálních volbách v roce 2022 byl jako nestraník za ČSNS lídrem kandidátní listiny s názvem Robert Vašíček – MY CO TU ŽIJEME: Prosadíme pořádek! Čisté a bezpečné ulice! Zeleň namísto betonu! Úspory namísto…, ale nebyl zvolen, neboť jím vedená kandidátní listina získala jen 3,04 % hlasů. V souběžných senátních volbách v roce 2022 kandidoval v senátním obvodu č. 19 – Praha 11 jako nestraník za ČSNS, ale se ziskem 2,5 % hlasů skončil na předposledním místě a do druhého kola voleb tak nepostoupil. V kampani přitom podle člena SPD Vítězslava Nováka používal petiční stánek, který měl Vašíček hnutí odcizit. Podle médií měl tou dobou již několik let aktivně šířit různé dezinformace. Podle webu Manipulátoři.cz měl během své činnosti absolvovat mj. kurz pořádaný nadací Open Society Fund vlastněné Georgem Sorosem, ale zároveň například omlouvat některé zločiny Islámského státu nebo označovat korán jako bibli.